# 重孜乡
重孜乡（藏語：འབྲོང་རྩེ་），是中华人民共和国西藏自治区日喀则市江孜县下辖的一个乡镇级行政单位。

## 行政区划
重孜乡下辖以下地区：
塔杰村、玉堆村、吉仲堆村、康庆村、日定村、央白村、番琼村、恰古村、白沙村、吉仲麦村和鲁顶村。